# 얼음구름
얼음구름, 빙운은 공기 중에 분산된 얼음 입자의 교질(콜로이드)이다. 이 용어는 화성의 얼음과 이산화 탄소 얼음으로 이루어진 구름을 가리키는 데 사용되었다. 해당 구름은 화성 표면에 그림자를 드리울 만큼 충분히 크고 밀도가 높다.
지구상의 권운과 야광운에는 얼음 입자가 포함되어 있다.